# フランチェスコ・ディ・マリアーノ
フランチェスコ・ディ・マリアーノ（イタリア語: Francesco Di Mariano, 1996年4月20日 - ）は、イタリア・パレルモ出身のサッカー選手。ポジションはFW。

## クラブ歴
パレルモ生まれ。13歳の時にUSレッチェの下部組織に加入し、2012年9月9日に16歳でプロ初出場を記録した。
2013年にASローマの下部組織に移籍。USアンコーナ1905、SSモノーポリ1966に期限付き移籍したが、ローマではトップチームでの出場機会を得ることが出来なかった。2016年7月20日にノヴァーラ・カルチョに完全移籍した。
2018年にヴェネツィアFCに完全移籍。2020年1月29日に買取オプションつきでSSユーヴェ・スタビアに期限付き移籍したが、完全移籍はならなかった。
2021年にレッチェに復帰し、2021-22シーズンのセリエBでは昇格に貢献した。
2022年8月16日に地元のパレルモFCに3年契約で移籍した。

## 私生活
叔父はジュビロ磐田にも所属したイタリア代表のサルヴァトーレ・スキラッチである。